# مولاسن
مولاسن (تلفظ اسپانیایی: [mulaˈθen]) یکی از بلندترین کوه‌های اسپانیا و شبه‌جزیره ایبری و بخشی از رشته کوه سیرا نوادا است. نام این کوه از ابوالحسن علی شاه مسلمان گرانادا در سده پانزدهم میلادی که در اسپانیا به نام مولی حاسن شناخته می‌شود، گرفته شده‌است. طبق افسانه‌ها ابوالحسن در قله این کوه دفن شده‌است.
مولاسن با ارتفاع ۳۴۷۸٫۶ متر بلندترین قله غیر آلپی اروپای غربی است. همچنین از نظر ارتفاع نسبی، سومین قله بلند اروپای غربی پس از مون بلان و اتنا و شصت و چهارمین قله در زمین است. شیب صفحه جنوبی و غربی کوه ملایم است و چالش فنی خاصی ندارد. وجه شمال شرقی آن کوتاه‌تر و اندکی پرشیب تر و در نتیجه تا حدودی فنی‌تر است. جبهه شمالی کوه پر شیب تر است و چند مسیر نسبتاً پر شیب برای صعود به قله روی سطح برفی و یخی در زمستان فراهم می‌کند.
می‌توان از روستاهای کاپیلیرا یا ترولز طی یک روز به قله صعود کرد، ولی متداول تر آن است که کوهنوردان یک شب را در کمپ کوهستانی در پوکیرا یا پناهگاه کالدرا بگذرانند.

## حوادث
سه کوهنورد بریتانیایی در ۵ مارس ۲۰۰۶ به دلیل هیپوترمی در کوه جان باختند. بنا به گزارش‌های اولیه گارد ملی اسپانیا آنان تجهیزات کافی برای مقابله با شرایط سخت به همراه نداشتند. بعداً خانواده و یکی از همراهان قربانیان و نیز یکی از اعضای گروه نجات، این ادعا را رد کردند. لوحی به نشانه یادبود آنان در قله نصب شده‌است.